# 방사성 탄소 연대 측정

뉴질랜드 웰링턴과 오스트리아 벌먼트에서 측정한 대기중 탄소-14 농도의 연간 변화. 뉴질랜드 데이터는 남반구를 대표하며, 오스트리아 데이터는 북반구를 대표한다. 북반구에서의 탄소-14 농도는 대기중 핵실험 때문에 거의 두배로 증가하였다.

방사성 탄소 연대 측정법(放射性炭素年代測定法, 영어: radiocarbon dating)은 탄소화합물 중의 탄소의 극히 일부에 포함된 방사성 동위 원소인 탄소-14(14C)의 조성비를 측정하여 그 만들어진 연대를 추정하는 방사능 연대 측정의 한 방법이다. 간단하게 탄소연대측정이라고도 부른다.

## 사용
탄소연대측정이 가장 많이 사용되는 대상은 유기물이 포함되어 있는 고고학 유물이다. 코로나 질량 방출 등과 같은 이유로 우주선이 생기는데 이 우주선에 의해 생성되는 중성자가 질소-14와 핵반응을 일으켜 탄소-14가 붕괴되는 만큼 다시 생성하여 대기중의 탄소-14 비율이 일정하다. 식물은 광합성, 동물은 호흡을 통해 대기중에 있는 탄소를 주고 받기 때문에, 살아 있는 동물과 식물이 가지고 있는 탄소-14의 비율은 공기중의 비율과 일치한다. 사후에는 외부와 격리된 상태에서 탄소-14만이 방사성으로 시간에 따라 감소하므로 반감기를 통해 경과시간 추정이 가능해진다.
탄소-14의 반감기는 약 5730년이며, 이를 이용하여 6만년까지의 연대를 측정할 수 있다. 보정(calibration)을 거치지 않은 순 연대에 대해 흔히 1950년을 기준으로 거꾸로 올라가는 BP(Before Present)라는 단위를 쓰며, 보정을 통해 실제의 날짜와 일치시킨다. 1950년을 기준으로 삼는 것은 핵실험에 의해 대기중 탄소-14의 양이 인위적으로 변화한 시점이 1950년이기 때문이다. 보정에 있어서는 일반적으로 매우 오랫동안 살아있는 나무를 이용한다. 나무는 나이테 분석을 통해 그 나이를 정확히 알 수 있기 때문이다.
이 기술은 시카고 대학교의 윌러드 리비(Willard Libby)와 그의 동료들이 1949년에 발견하였다. 리비는 탄소-14를 이용하면 1분에 단위 그램 당 14개의 14C가 붕괴한다는 결과를 얻었고, 이로 인해 1960년 노벨 화학상을 받게 되었다.

## 방법
탄소-14의 양을 실험적으로 측정하는 방법으로 방사선 계측법과 가속기 질량 분석법이 이용된다.

### 베타계수법
방사선 계측법, 또는 베타계수법은 시료 속에 포함된 탄소-14가 베타 붕괴를 일으키며 방출하는 전자의 수를 정밀 측정하여 탄소-14의 양을 역산하는 방법이다. 베타계수법은 기체 비례 계수법(Gas proportional counting)과 시료 중의 탄소를 벤젠으로 변환시켜 베타선 검출기로 측정하는 액체 섬광 검출법(Liquid scintillation counting, LCS) 두 가지 방법이 있다. 이 방법은 탄소-14의 반감기가 상대적으로 길기 때문에 적은 수의 전자만을 관찰할 수 있고, 이에 따라 상대적으로 큰 통계적 오차를 발생시킨다.

### 질량분석법

탄소-14 원자를 검출하고 측정하는 직렬가속기(Tandem Accelerator)의 모식도

가속기 질량 분석법은 매우 적은 양의 시료로도 탄소-14의 비율을 정확히 알 수 있다. 가속기 질량 분석법은 시료속의 탄소 원자를 이온화 시킨 후, 입자 가속기로 가속한다. 가속된 이온을 자기장을 통과 시키면 그 질량에 따라 다른 궤적을 보이는데, 이를 통해 탄소-14와 다른 탄소 동위원소를 구분할 수 있다.
베타계수법에 대한 질량분석법의 장점으로는 곤충의 일부와 같은 매우 적은 양의 시료로도 연대측정이 가능하고 분석의 정밀도가 향상되어 6만년까지 측정이 가능하며 효율성도 높다. 단점으로는 비용이 높다.
복수의 실험실에서 수행된 연대 측정 결과 베타계수법(기체 비례 계수법, 액체 섬광 검출법)과 질량분석법 간에는 큰 차이가 없다.

## 방사성 탄소 연대 측정의 오차

### 오염
시료에 더 오래되거나 새로운 탄소가 첨가되어 연대 측정에 오차가 발생할 수 있다. 예를 들어, 건조 시료 1mg에 0.1mg의 현대 탄소가 첨가되면 약 2100~2700년의 오차가 발생할 수 있다. 오염은 시료 채취 도중 혹은 실험실에서도 발생할 수 있다. 이러한 오염을 제거하기 위해 물리적, 화학적 전처리 과정을 수행한다.

### 해양
탄소-14가 포함된 이산화탄소는 탄산염의 형태로 해수에 혼합된다. 상층부의 해수가 침강하면 해수가 겉보기 연대(Apparent age)를 갖게 된다. 이 연령 효과는 인도양 북부에서 30년, 태평양 적도 지역에서 600년 등으로 보고되어 있다.

### 탄소-14 변동
탄소-14 생산량은 장기 혹은 단기적으로 변동한다. 실제로 대기 중 탄소-14의 큰 변이가 25,000 yr BP 이전에 발생했다는 것이 발견되었으며 이는 3~5만 년 전의 연대 측정에 문제가 되었다. 탄소-14 변동의 원인으로는 지구 자기장의 변화나 태양 흑점 활동 변화로 인해 우주선 유입이 변동하거나 해양 순환 패턴의 변화로 해양 이산화탄소가 대기로 방출되는 양의 증가나 감소된다는 가설이 있다.
인간의 활동 또한 탄소-14 농도에 영향을 준다. 산업 혁명 이후 지난 250년간 화석연료 사용으로 대량의 탄소-12가 대기 중에 방출되었으며 이는 탄소-14 농도를 낮추는 효과를 가져왔다. 그러나 이 산업효과는 1960년대 대기 중 탄소-14의 농도를 증가시킨 원자폭탄 실험으로 상쇄되었다.

### 호수 퇴적물
호수 퇴적물은 오염이 쉽게 되어 신뢰할 만한 연대를 얻기 어렵다. 탄산염(주로 석회암)을 포함한 호수는 물의 탄소-14 농도를 희석시켜 담수호 물질의 겉보기 연대를 1600년 정도 증가시킨다.

## 같이 보기
- 탄소 동위 원소
- 칼륨-아르곤 연대 측정
- 아르곤-아르곤 연대 측정
- ESR 연대측정법
- 연대 측정
- BP (고고학)